# البشير بن سلامة
البشير بن سلامة (14 أكتوبر 1931 - 26 فبراير 2023)، هو مؤلف وسياسي تونسي تولى وزارة الشؤون الثقافية بين 1981 و1986.

## تعليمه
درس بن سلامة في المدرسة الصادقية ثم أولا بمعهد الدراسات العليا ثم بدار المعلمين العليا بتونس حيث تحصل على إجازة في اللغة والآداب العربية. درّس بعد تخرجه في المعهد العلوي ودار المعلمين العليا بتونس حتى عام 1963 ليتفرغ بعدها لنشاطه السياسي والثقافي في الحزب الاشتراكي الدستوري ومصالح الدولة.

## نضاله

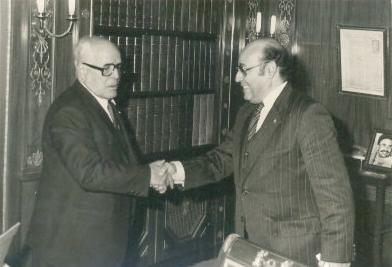
البشير بن سلامة مع الرئيس بورقيبة عام 1982

كان البشير بن سلامة منذ العام 1947 عضوًا في الحزب الحر الدستوري الجديد، وفي مؤتمر الحزب عام 1964 كلّف بلجنة الشباب وبإدارة مجلة الشباب. عُيّن بين 1972 و1973 كاتب عامًا للجنة تنسيق الحزب في سوسة ثم ألحق بإدارته المركزية بين 1973 و 1980 تاريخ تعيينه عضواً في الديوان السياسي. تعرف على محمد مزالي منذ كان تلميذا في الصادقية وتوطدت علاقة صداقة دامت طويلا، فشاركه في تحرير مجلة الفكر عام 1955 ثم عمل معه في مؤسسة الإذاعة والتلفزة التونسية، ومع تولٌي مزالي الوزارة الأولى عُيّن كمكلف بمهمة بديوانه ثم أسندت له حقيبة الشؤون الثقافية في 2 جانفي 1981 خلفا لفؤاد المبزع. شهدت فترة توليه الوزارة إنشاء بيت الحكمة والمسرح الوطني التونسي والمعهد العالي للتنشيط الثقافي. تواصل بقاؤه على رأس الوزارة إلى 12 ماي 1986، وقد أقيل في نفس الفترة وزراء آخرون مقربون من مزالي كالمازري شقير وفتحية مزالي والهادي بوريشة، وما لبث مزالي هو نفسه أن أعفي من مهامه في جويلية 1986. ابتعد بن سلامة منذئذ عن الحياة السياسة متفرغا للكتابة. انتخب عضوا في مجلس الأمة سنوات 1969، 1974 و1979. يشغل حاليا مقعداً في المجلس العلمي لبيت الحكمة عن اختصاص الآداب.

## مؤلفاته
ألَّف البشير بن سلامة عدَّة كتب خلال حياته، منها:
- «تاريخ أفريقيا الشمالية» لشارل أندري جوليان (ترجمة بالاشتراك) الدار التونسية للنشر 1969 عدة طبعات.
- «المعمرون الفرنسيون وحركة الشباب التونسي» (ترجمة بالاشتراك)، الشركة التونسية للنشر، 1970. صدرت الطبعة الثانية سنة 1985.
- «الشخصية التونسية» ج.س. كويكن (ترجمة)، دار سحنون، تونس، 1988.
- «نحو هوية بشرية ملائمة للواقع» للمنصف القيطوني (ترجمة)، دار الآداب، بيروت، 1990.
- «سليمان القانوني» لأندري كلو (ترجمة)، دار الجيل، بيروت، 1991.
- «اللغة العربية ومشاكل الكتابة»، الدار التونسية للنشر، 1971. صدرت الطبعة الثانية سنة 1985.
- «الشخصية التونسية: مقوماتها وخصائصها»، مؤسسات عبد العزيز بن عبد الله، 1974.
- «النظرية التاريخية في الكفاح التحريري التونسي»، مؤسسات بن عبد الله، 1977.
- «قضايا الدار العربية للكتاب»، تونس، 1977. صدرت الطبعة الثانية سنة 1985.
- «نظرية التطعيم الإيقاعي»، الدار التونسية، للنشر، تونس، 1985.
- «في رحاب الأدب والفكر»، الهيئة المصرية للكتاب القاهرة، 1986.
- «السياسة الثقافية في تونس»، منشورات مجلة البحرين، 1985. صدرت أيضًا بالفرنسية ونشرتها وزارة الثقافة التونسية سنة 1986.
- التيارات الأدبية في تونس المعاصرة، دار المعارف سوسة، تونس 1996.
- «عائشة»، صدرت منها ثلاث طبعات: 1982 و1983 و1986 على التوالي.
- «لوحات قصصية»، صدرت الطبعة الأولى عن الدار العربية للكتاب في تونس سنة 1984، الطبعة الثانية عن مؤسسات بن عبد الله سنة 1994.
- «عادل: رواية»، مؤسسات بن عبد الله تونس، 1991.
- «علي: رواية»، الهيئة العامة المصرية للكتاب القاهرة، سنة 1995.
- «الناصر: رواية»، دار المعارف سوسة، تونس، 1998.
- «عابرة هي الأيام»، 2013

## وصلات خارجية
- البشير بن سلامة على موقع أرشيف الشارخ.
- موقع البشير بن سلامة على الإنترنت